# Cash Flow Return on Investment
Der Cash Flow Return on Investment (deutsch „Rendite des Cashflow“; Abkürzung: CFROI) ist in der Betriebswirtschaftslehre der Anglizismus für eine betriebswirtschaftliche Kennzahl, die vom Return on Investment abgeleitet ist und die Rentabilität des operativen Geschäfts eines Unternehmens messen soll.

## Allgemeines
Der CFROI wurde 1985 durch die HOLT Planning Associates entwickelt, welche später von der Boston Consulting Group (BCG) übernommen wurde. Bestandteil des auf der internen Zinsfußmethode beruhenden CFROI ist der Cashflow, der innerhalb einer Rechnungsperiode erwirtschaftet wurde. Damit ist der CFROI eine Cashflow-orientierte Kennzahl im Kennzahlensystem wie auch das Risikomaß des Cashflow at Risk.

## Ermittlung
Beim Cashflow Return on Investment ({\displaystyle CFROI}) wird der Brutto-Cashflow ({\displaystyle CF}) dem Cash Value Added ({\displaystyle CVA}) gegenübergestellt:
{\displaystyle CFROI={\frac {\text{CF}}{\text{CVA}}}\cdot 100}.
Ziel des CFROI ist die Ermittlung der Rentabilität des operativen Geschäfts eines Unternehmens. Eine Wertschöpfung wird geschaffen, wenn der CFROI höher ist als die durchschnittliche Kapitalverzinsung nach den Weighted Average Cost of Capital (WACC).

### CFROI I
- Der Bruttocashflow (BCF) soll die Ertragskraft des Unternehmens abbilden, weniger die Finanzkraft. Die Berechnung erfolgt durch eine Retrograde Bewertung, d. h. der Cash-Flow wird aus den Zahlen der Bilanz abgeleitet, da die wahren Cash-Flows im Allgemeinen nicht vorliegen. Die Bereinigung des Gewinns erfolgt nach dem Schema der Deutschen Vereinigung für Finanzanalyse und Asset Management/Schmalenbach-Gesellschaft für Betriebswirtschaft (DVFA/SG).
- Die Bruttoinvestitionsbasis (BIB) ist das bis zu einem Stichtag in ein Unternehmen investierte Kapital, d. h. nicht verzinsliches Fremdkapital ist nicht Bestandteil der Größe. Die BIB setzt sich aus planmäßig abschreibbaren Aktiva und nicht planmäßig abschreibbaren Aktiva zusammen. Für nicht abschreibbare Aktiva werden die Buchwerte als Basis verwendet.
  - Das nicht verzinsliche Fremdkapital fällt aus der BIB heraus. Die Berechnung anhand der Bilanzdaten gestaltet sich dabei verständlicherweise schwierig, da eine Aufschlüsselung nicht erfolgt. Daher wird vereinfachend angenommen, dass Verbindlichkeiten gegenüber Lieferanten, Anzahlungen von Kunden und Steuerverbindlichkeiten unverzinslich sind.
  - Sachanlagen werden zu ihren historischen Anschaffungs- und Herstellkosten angesetzt. Die Ermittlung erfolgt, indem zu den Buchwerten der Bilanz die kumulierten Abschreibungen addiert werden. Um eine Vergleichbarkeit der zu unterschiedlichen Zeiten erworbenen Anlagegüter zu erreichen, erfolgt eine Inflationsanpassung.
- Die Nutzungsdauer ist die Zeit, in der ein Anlagegut Cash-Flows erwirtschaftet. Im Allgemeinen werden dafür aus Wirtschaftlichkeitsgründen Gruppen von Anlagegütern gebildet, welche dieselbe Nutzungsdauer haben.

### CFROI II
Aufgrund der schlechten Verständlichkeit des CFROI auf der Zinsfußmethode für die Anwender entwickelte die BCG den CFROI II. Dieser berechnet sich durch
{\displaystyle CFROI={\frac {BCF-{\ddot {O}}A}{BIB}}},
wobei
{\displaystyle BCF} = Bruttocashflow
{\displaystyle OA}  = Ökonomische Abschreibung
{\displaystyle BIB} = Bruttoinvestitionsbasis.
- Die Bruttoinvestitionsbasis (BIB) ermittelt sich grundsätzlich wie in der Version I, mit dem Unterschied, dass Pensionsrückstellungen jetzt stets als unverzinslich angesehen werden. Des Weiteren müssen Aufwendungen mit Investitionscharakter wie z. B. Miete, Leasing oder F&E aktiviert werden.
- Der Bruttocashflow (BCF) ist ebenfalls adäquat zur Version I des CFROI, allerdings werden hier die Pensionsrückstellungen mit in den Cashflow eingerechnet.
- Die Ökonomischen Abschreibungen (ÖA) sind der Betrag, der nötig ist, um zukünftige Ersatzinvestitionen zu tätigen. Der Betrag ist, ceteris paribus, kleiner als die handels- oder steuerrechtlichen Abschreibungen, da der Betrag mitverzinst wird.
  - Berechnung der ÖA erfolgt durch:
{\displaystyle {\ddot {O}}A={\frac {WACC}{(1+WACC)^{n}-1}}\cdot {\text{Abschreibbare Aktiva}}}
WACC - Weighted Average Cost of Capital

Die Höhe des CFROI II ist stets dann höher als der CFROI I, wenn der Kapitalkostensatz (WACC) unterhalb des CFROI liegt. Dies geschieht, da in Variante II die Abschreibungen zum Kapitalkostensatz angelegt werden, während in Variante I die Beträge zum CFROI I angelegt werden.

## Rezeption
Bei stark schwankenden Fremdkapitalbedarfen innerhalb einer Rechnungsperiode kann eine falsche Darstellung des Zinsaufwandes erfolgen. Dies kann mittels Durchschnittsbildung des Fremdkapitals gelöst werden. Durch die Verwendung der historischen Anschaffungskosten für Sachanlagevermögen wird erreicht, dass Unternehmen mit unterschiedlicher Anlagestruktur trotzdem vergleichbar sind. Weiterhin ist der CFROI weitgehend frei von bilanzpolitischen Einflüssen, durch die retrograde Ermittlung ist er aber natürlich nicht völlig frei davon.
Nachteilig ist die Vergangenheitsorientierung der Kennzahl. Weiterhin hat die Nutzungsdauer der Sachanlagen einen hohen Einfluss auf den CFROI, wodurch selbige leicht das Ziel von Manipulationen sein kann. Die Periodenbezogenheit des CFROI bringt das Risiko mit sich, dass eine Kurzfristorientierung der Unternehmen erfolgt.